# KSV Ankerbrot Montelaa
Der Kultur- und Sportverein Ankerbrot Montelaa ist ein österreichischer Fußballverein aus dem Wiener Gemeindebezirk Favoriten. Der Laaer Berg (wr. Monte Laa) ist eine Erhebung im Süden des Bezirkes. In der Saison 1951/52 spielte der Verein unter dem vorübergehenden Namen Favoritner SK Blau-Weiß in der A-Liga.

## Gründung
Der Verein wurde 1936 von Hans Milanovich und Karl Großhaupt als Betriebsverein der Wiener Ankerbrotwerke gegründet. Nachdem Ankerbrot 1948 in die damals zweitklassige Wiener Landesliga aufstieg, benannte sich der Klub nach der Herbstrunde am 4. Dezember 1948 zur besseren Publikumswirksamkeit in Favoritner SK Blau-Weiß um.

## Männerfußball
1950 qualifizierte sich Blau-Weiß zudem als Dritter der Wiener Liga für die neue professionelle B-Liga. Hier konnte der Klub 1950/51 sogar mit einem weiteren dritten Platz den Aufstieg in die A-Liga schaffen.
Der Auftakt in die höchste österreichische Liga verlief nach Maß: Im ersten Spiel erreichten die Blau-Weißen vor 50.000 Zuschauern im Praterstadion ein 2:2 gegen die Vienna. Das erste Heimspiel wurde sogleich mit 1:0 gegen die Kapfenberger SV gewonnen. In der dritten Runde bekamen die Favoritner allerdings ihre Grenzen aufgezeigt: bei der Wiener Austria setzte es ein 0:9-Debakel. Letztlich konnten sich die Favoritner nicht in der Liga halten und stiegen als Tabellenletzter ab. 6.700 Zuschauer waren dabei im Saisondurchschnitt zu den Heimspielen des Favoritner SK Blau-Weiß gekommen, als Heimstätte diente das Südstern-Stadion des FC Wien.
Nachdem Blau-Weiß im Anschluss an das A-Liga-Jahr 1952/53 sogar den Klassenerhalt in der B-Liga knapp verpasst hatte, kehrte man 1955 zum ursprünglichen Namen Ankerbrot zurück und spielte in den folgenden Jahren wieder in der Wiener Landesliga. 1958 belegte Ankerbrot in der Wiener Liga den ersten Platz und nahm damit an der Relegation zur B-Liga teil. Diese wurde mit einem 4:1 und 0:2 gegen den SK VÖEST Linz erfolgreich absolviert. Nachdem die B-Liga bereits 1959 als zweite Spielstufe von den Regionalligen abgelöst wurde, kam Ankerbrot 1959 in die Regionalliga Ost, stieg aber mit einem Punkt Rückstand wieder ab.
Nach dem Abstieg Ankerbrots aus der Wiener Liga im Jahr 1963 begann die Talfahrt des ehemaligen Erstligisten bis in die zweite Klasse. 1983 vereinigte sich Ankerbrot mit dem FC Laaerberg (gegr. 1922) zum KSV Ankerbrot-Laaerberg, 1989 mit dem SC St. Anton-Inzersdorf zum KSV Ankerbrot-St. Anton-Laaerberg. Letztlich kam es 1998 wieder zur Rückkehr in die nunmehr viertklassige Wiener Liga als KSV Ankerbrot Montelaa, in der der Verein bis heute mit Unterbrechungen spielt. Im Jahr 2006 musste der Verein in die Oberliga A absteigen, um gleich darauf im Jahr 2007 als Meister der Oberliga A wieder in die Stadtliga aufzusteigen. Im Sommer 2006 erhielt der KSV Ankerbrot Montelaa den ehemaligen Wienerfeldplatz als seine neue Heimstätte, die ab diesem Zeitpunkt den Namen ANKER ARENA trägt. Im Jahr 2010 musste wieder der Weg in die Oberliga angetreten werden, im Jahr darauf sogar der Abstieg in die 1. Klasse A. 2012 konnte man als Zweiter der 1. Klasse A wieder in die Oberliga aufsteigen.
Titel und Erfolge
- 14. Platz Staatsliga 1952
- Meister Wiener Liga: 1958

## Frauenfußball
In den 1970er Jahren führte Ankerbrot auch eine erfolgreiche Damenmannschaft. Diese errang 1975 sensationell den Meistertitel in der damaligen vom Wiener Fußballverband ausgerichteten Damenliga. Die Meister dieser Liga werden allgemein als Österreichische Meister gesehen, sind jedoch vom ÖFB nicht anerkannt. Die Sektion Frauenfußball wurde nach dieser Meistersaison aufgelöst. In der Saison 2015/16 versuchte der Verein, ein Team aufzubauen, das ein Jahr später wieder aufgelassen wurde.
Titel und Erfolge
- Österreichischer Meister: 1974/75